# チャールズ・ゴードン (第4代アボイン伯爵)
第4代アボイン伯爵チャールズ・ゴードン（英語: Charles Gordon, 4th Earl of Aboyne、1726年頃 – 1794年12月28日）は、スコットランド貴族。

## 生涯

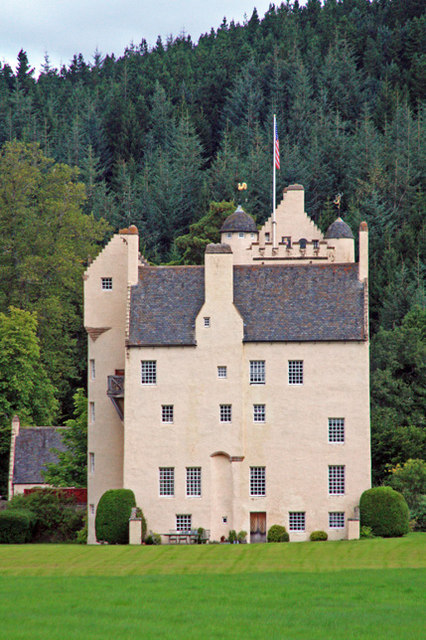
居城のアボイン城。

第3代アボイン伯爵ジョン・ゴードンとグレース・ロックハート（Grace Lockhart、1738年11月17日没、ジョージ・ロックハートの娘）の長男として、1726年頃に生まれた。
1732年4月7日に父が死去すると、アボイン伯爵の爵位を継承した。成人した後、自身の領地にかかっていたすべての負債を償還し、さらに補修を施したという。
1759年4月22日、エディンバラでマーガレット・ステュアート（Margaret Stewart、1762年8月12日没、第6代ギャロウェイ伯爵アレクサンダー・ステュアートの娘）と結婚、1男2女を儲けた。
- キャサリン（1760年3月31日 – 1764年6月5日） - 1764年6月8日に埋葬[3]
- ジョージ（1761年 – 1853年） - 第5代アボイン伯爵、後にハントリー侯爵を継承
- マーガレット（1763年頃 – 1816年5月23日） - 1783年5月5日、ウィリアム・トマス・ベックフォードと結婚、子供あり

1774年5月14日、ハノーヴァー・スクエアの聖ジョージ教会でメアリー・ダグラス（Mary Douglas、1816年12月25日没、第14代モートン伯爵ジェイムズ・ダグラスの娘）と再婚、1男を儲けた。
- ダグラス（英語版）（1777年 – 1841年） - 庶民院議員[4]

1794年12月28日にエディンバラで死去、1人目の妻との間の息子ジョージが爵位を継承した。